# Torrita Tiberina

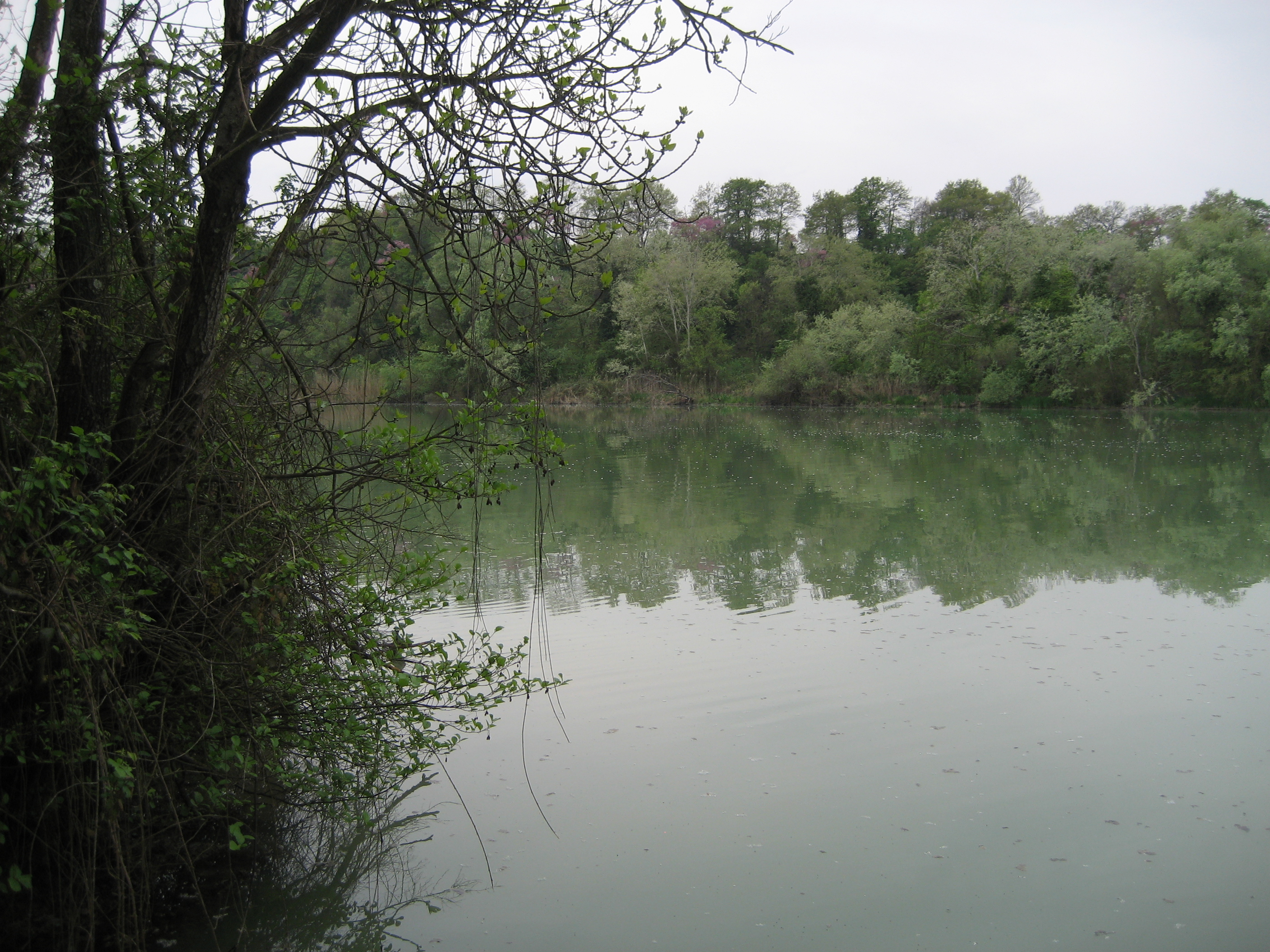
De Tevere bij Torrita Tiberina

Torrita Tiberina is een gemeente in de Italiaanse provincie Rome (regio Latium) en telt 1010 inwoners (31-12-2004). De oppervlakte bedraagt 10,8 km², de bevolkingsdichtheid is 93 inwoners per km².

## Demografie
Torrita Tiberina telt ongeveer 471 huishoudens. Het aantal inwoners steeg in de periode 1991-2001 met 12,3% volgens cijfers uit de tienjaarlijkse volkstellingen van ISTAT.
| Jaar | Inwoneraantal |
| ---- | ------------- |
| 1991 | 830           |
| 2001 | 932           |

## Geografie
De gemeente ligt op ongeveer 174 m boven zeeniveau.
Torrita Tiberina grenst aan de volgende gemeenten: Filacciano, Montopoli di Sabina (RI), Nazzano, Poggio Mirteto (RI).